# مجموعه فیلیپس
مجموعه فیلیپس (انگلیسی: The Phillips Collection) مجموعهٔ هنرهای دانکن فیلیپس و مارجوری آکر فیلیپس در سال ۱۹۲۱ به عنوان گالری یادبود فیلیپس در محلهٔ دوپونت دایره واشینگتن تأسیس شد، دی سی فیلیپس نوه جیمز اچ لافلین، که یک بانکدار و از بنیانگذاران بود صاحب شرکت فولاد لافلین می‌باشد. در میان آثار هنرمندان ارائه شده در این مجموعه، آثاری از پیر آگوست رنوآر، گوستاو کوربه، ال گرکو، ونسان ونگوگ، آنری ماتیس، کلود مونه، پابلو پیکاسو، ژرژ براک، پییر بونار، پل کلی، آرتور داو، وینسلو هومر، جیمز مک نیل ویسلر، جیکوب لورنس، آگوستوس وینسنت تاک، جورجیا اوکیف و مارک روتکو به چشم می‌خورد.

## نگارخانه

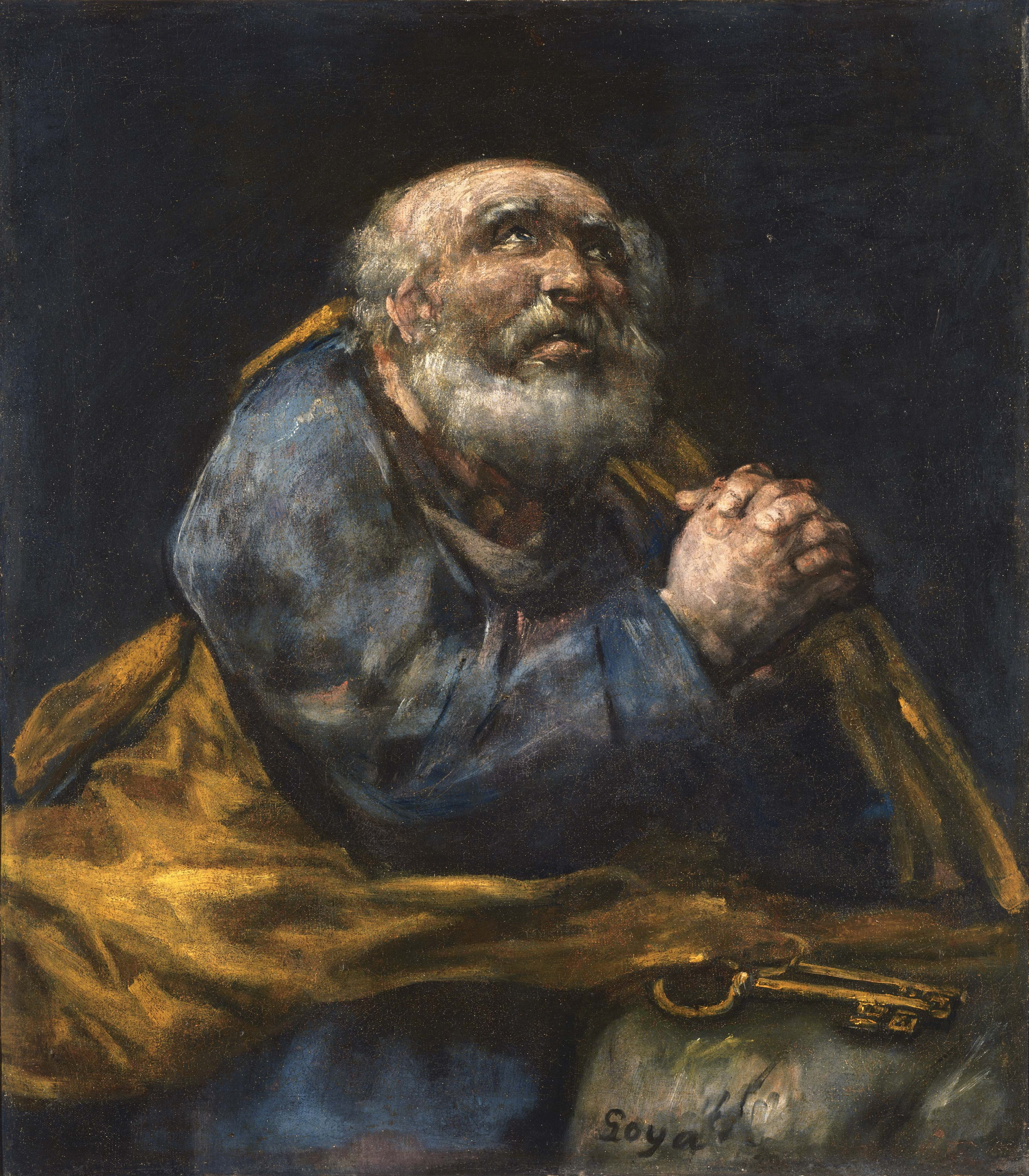
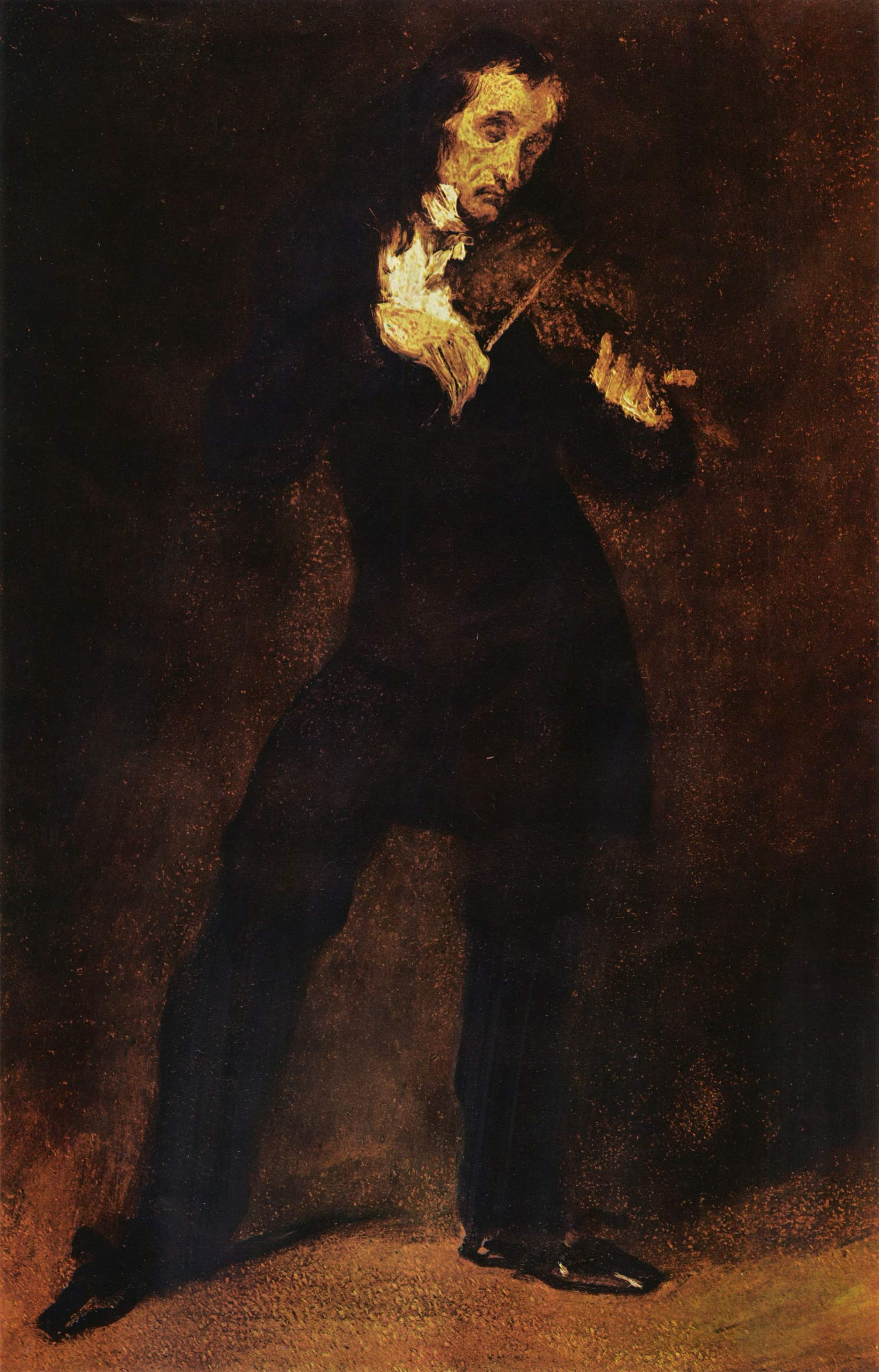
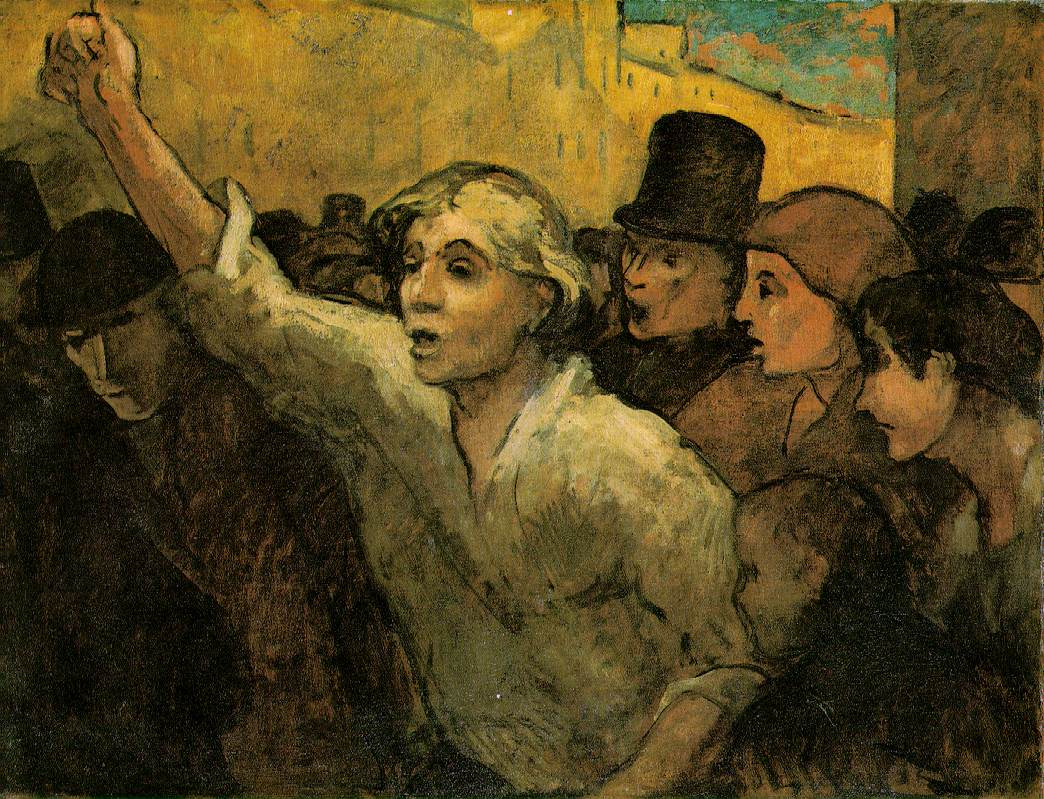
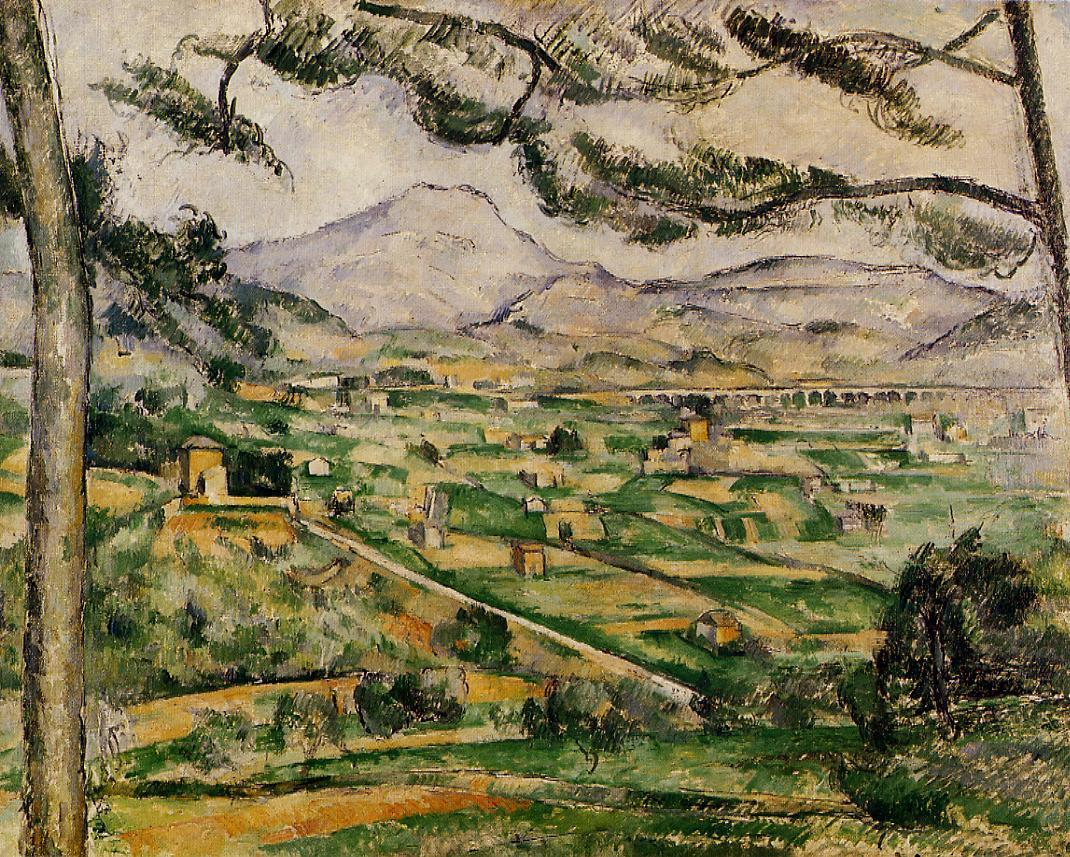
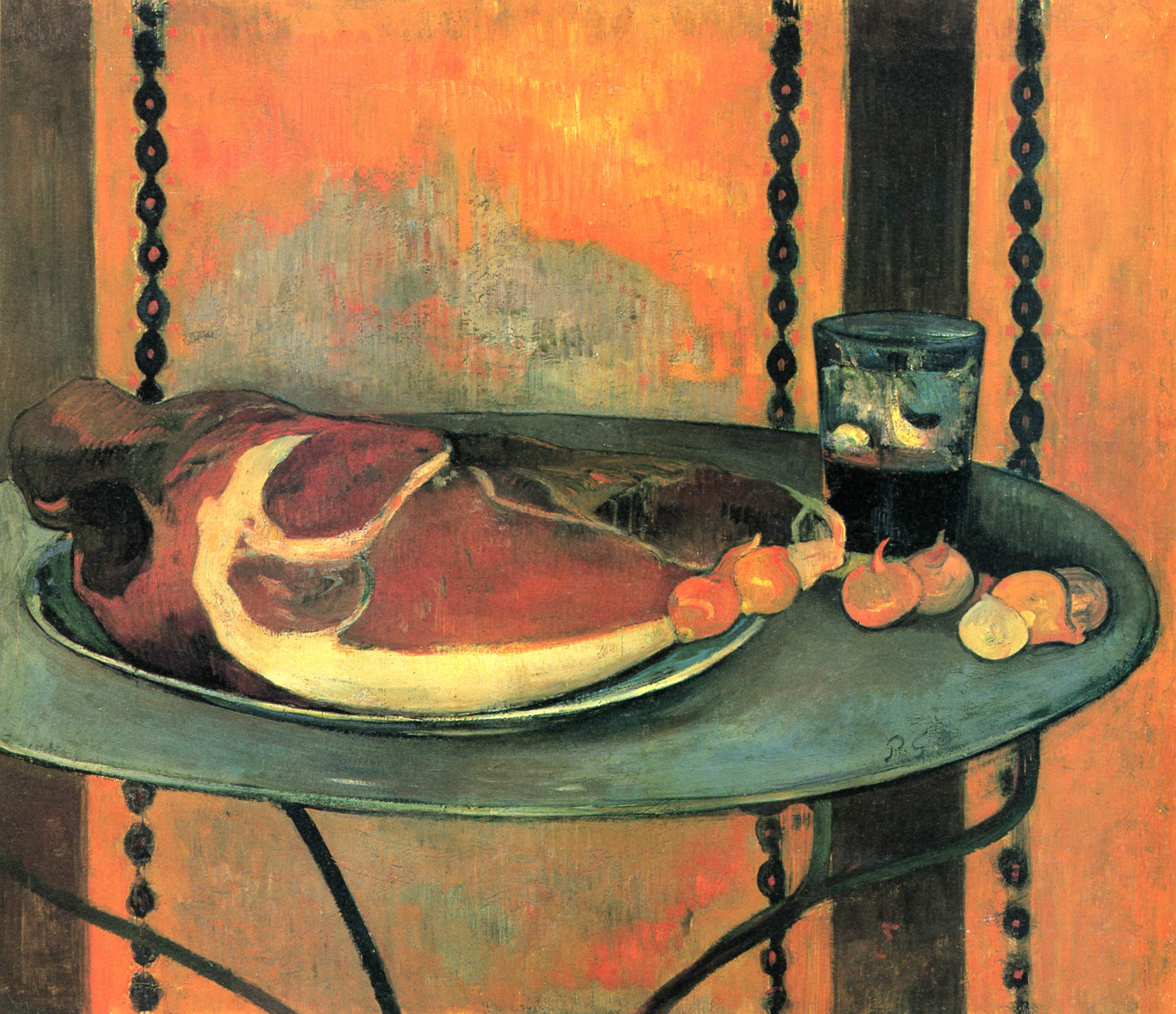
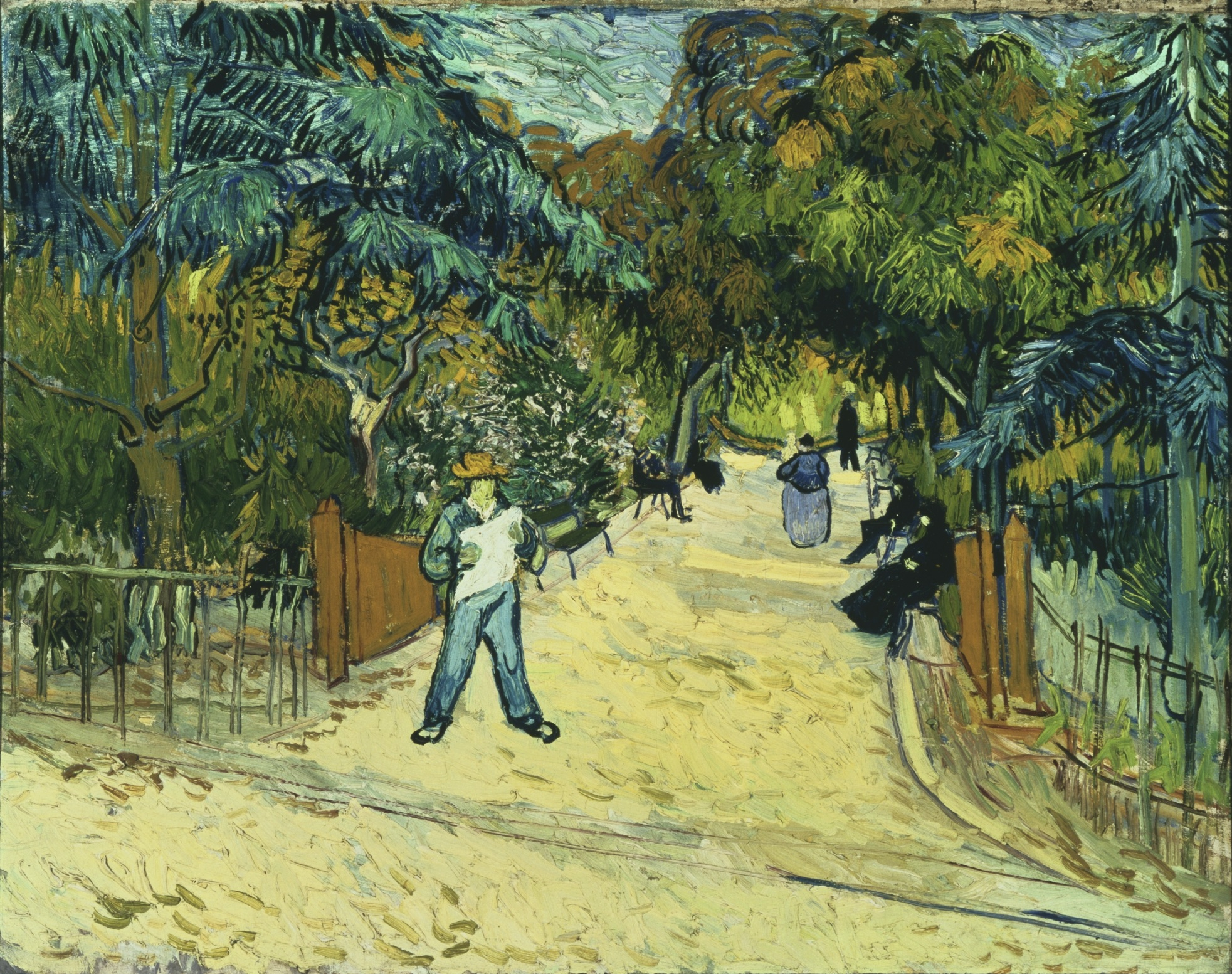
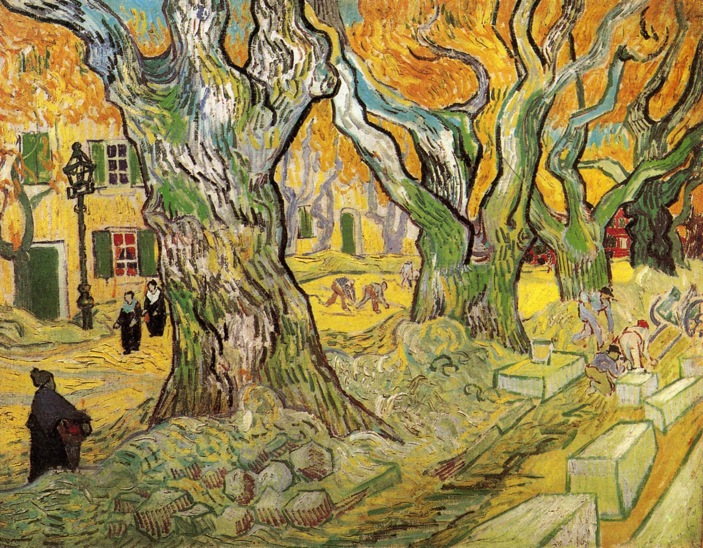
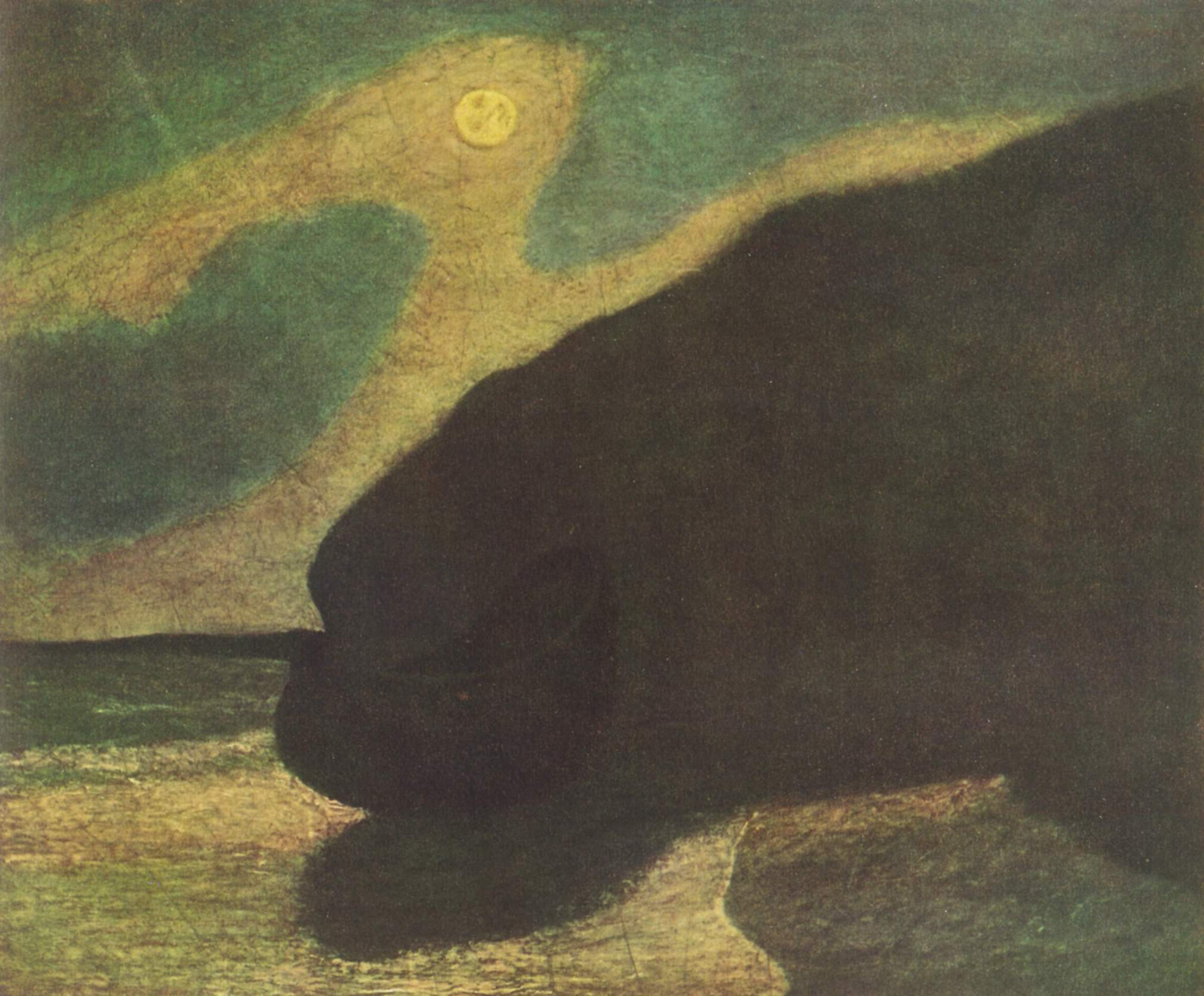
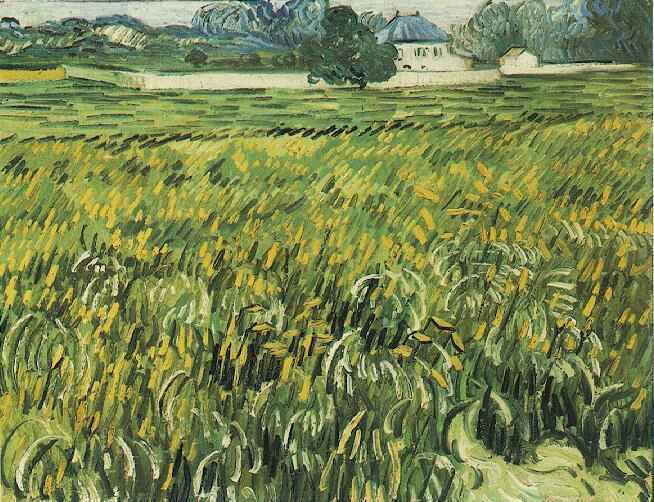
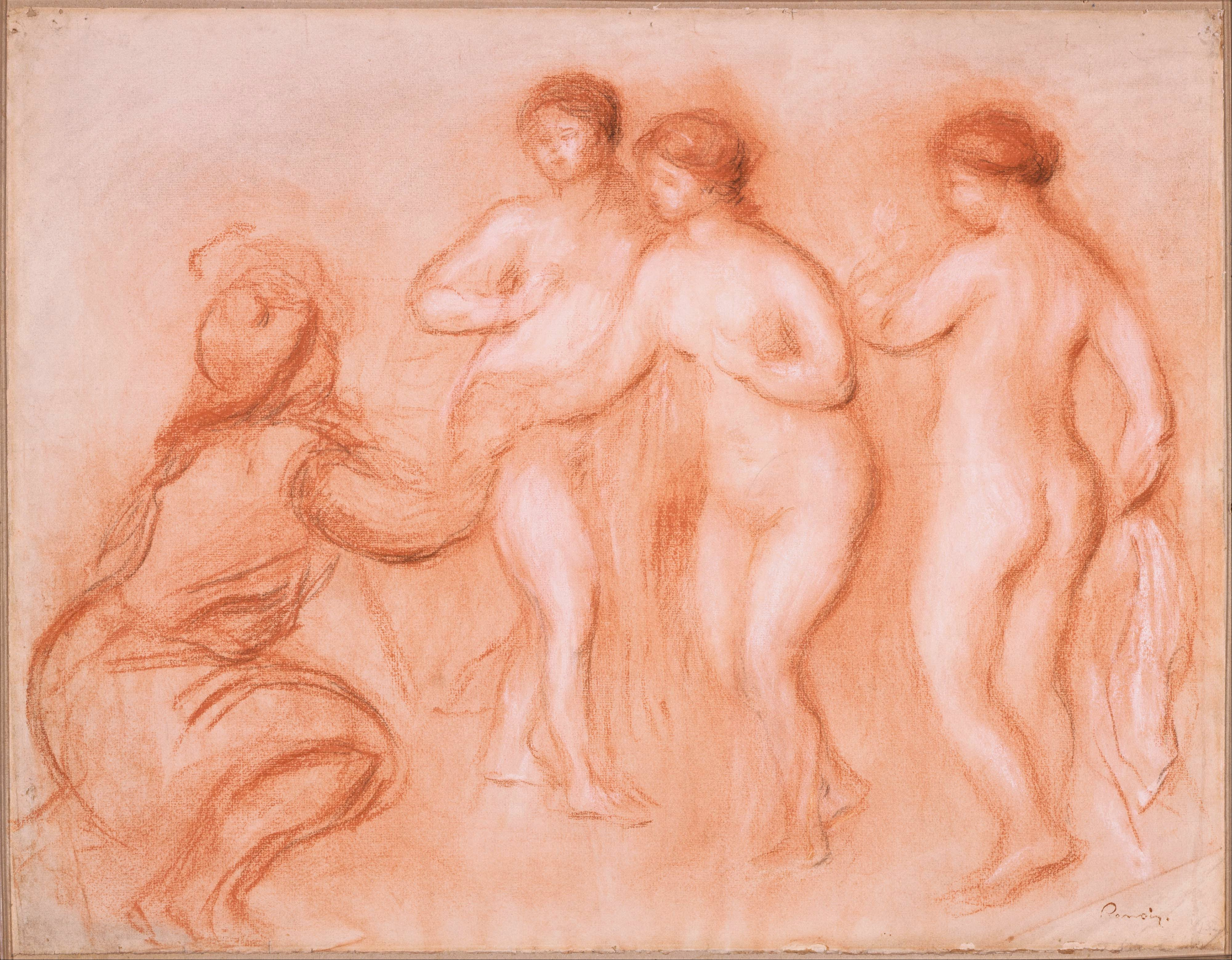
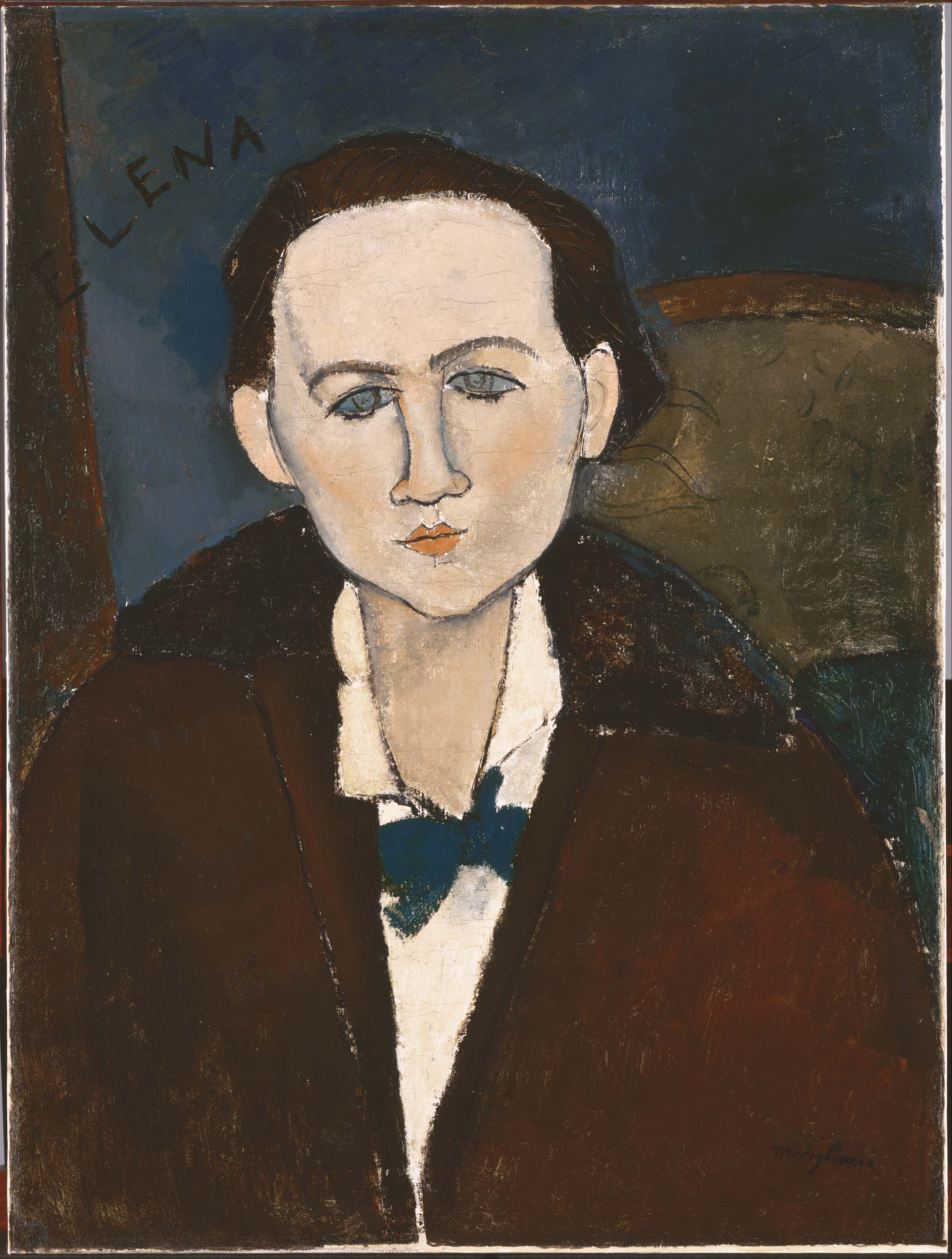